# Лосли, Ноа
Ноа Лосли (фр. Noah Loosli; род. 23 января 1997, Цюрих) — швейцарский футболист, защитник клуба «Бохум».

## Клубная карьера
Лосли дебютировал на профессиональном уровне в составе швейцарского «Грассхоппера» в швейцарской Суперлиге 21 ноября 2015 года в матче против «Вадуца». Затем был отдан в аренду в Волен и Шаффхаузен. С 2018 по 2021 годы провёл в Лозанне, где сыграл 91 матч и забил 7 голов.
17 августа 2021 года Ноа вернулся в «Грассхопперс», подписав двухлетний контракт. За два года сыграл в 54 матчах и забил два гола.
13 марта 2023 года швейцарец подписал контракт с клубом немецкой Бундеслиги «Бохум», к которому присоединился в сезоне 2023/24 годов. Его контракт рассчитан до лета 2026 года и действителен как для Бундеслиги, так и для 2-й Бундеслиги.

## Карьера в сборной
Лосли вызывался в различные молодёжные сборные Швейцарии с 2014 года. Принимал участие в чемпионате Европы среди юношей до 17 лет 2014 года в составе национальной сборной.